# 십오야
"십오야"는 한국에서 제작된 임권택 감독의 1969년 영화이다. 박노식 등이 주연으로 출연하였고 차태진 등이 제작에 참여하였다.

## 출연

### 주연
- 박노식
- 남진
- 남정임

### 조연
- 이낙훈
- 안인숙
- 한은진

## 기타
- 조명: 이억만
- 미술: 노인택